# أيدا غونزاليس
أيدا غونزاليس (بالإسبانية: Aida González)‏ هي كاتِبة بنمية، ولدت في 4 ديسمبر 1962 في بنما في بنما.